# Bactrosaurus
Bactrosaurus foi um gênero de dinossauro herbívoro e bípede que viveu no fim do período Cretáceo. O seu nome significa "Réptil Bactriano" devido à região da Ásia em que foi descoberto. Media de 4 a 6 metros de comprimento, 2,8 metros de altura e seu peso é de cerca de 1500 kilogramas.

## Localização
O Bactrosaurus viveu na Ásia ou mais precisamente nas regiões que formam hoje a China, Rússia e a Mongólia.

## Alimentação
A forma da sua boca em forma de bico indicava que comia duras folhas de coníferas, vegetais.
O dinossauro era um primitivo bico de pato e era um antepassado de Lambeossauro. Como era um primitivo bico de pato, este animal carecia de crista craneal.

## Outras espécies
- Bactrosaurus kyzylkumensis